# Suddenly I See
"Suddenly I See" é uma canção interpretada por KT Tunstall que consta no primeiro álbum de estúdio da cantora escocesa, Eye to the Telescope. A canção foi lançada como terceiro single (segundo single nos EUA) do álbum no dia 29 de Agosto de 2005.
No Brasil, foi tema da novela Belíssima, de Silvio de Abreu. A canção pertence à trilha sonora do filme estrelado pelo ator Chris Pine, Encontro às Escuras e também à trilha sonora do filme O Diabo Veste Prada, sendo ela uma das mais ativas nele.